# Троицкий, Дмитрий Семёнович
Дмитрий Семёнович Троицкий (21 октября (2 ноября) 1856, Красноярск — 5 июля 1918, Омск) — русский военный инженер, радиотехник, заведующий Кронштадтским военным телеграфом, участник экспериментов А. С. Попова по беспроволочной телеграфии, участник Русско-японской и Первой мировой войн, полковник Российской императорской армии.

## Биография
Родился 21 октября (2 ноября) 1856 года в Красноярске в многодетной семье священника Семён Петровича Троицкого и его жены Филицаты Гавриловны. У Дмитрия было 5 братьев и сестра.
После окончания Красноярской классической гимназии поступил в Иркутское пехотное юнкерское училище. С 22 августа 1877 года на военной службе. 13 сентября 1878 года окончил училище по первому разряду, произведён в прапорщики и зачислен в Красноярский местный батальон. 15 февраля 1881 года произведён в подпоручики.
2 октября 1882 года переаттестован в прапорщики инженерных войск, 1 декабря того же года произведён в подпоручики инженерных войск. Служил в сапёрном батальоне в Киеве, затем — в 3-м железнодорожном батальоне в г. Барановичи Минской губернии. 27 июля 1885 года получил чин поручика (со старшинством с 1 января 1885 года), а 1 августа 1893 года — штабс-капитана. В дальнейшем переведён в Кронштадтскую крепостную минную роту. Был командирован в Санкт-Петербург для учёбы на электротехнических курсах при Электротехническом офицерском классе, после чего был назначен заведующим Кронштадтским военным телеграфом, расположенном в штабе крепости на Посадской улице. 1 августа 1897 года произведён в капитаны.
С весны 1899 года участвовал в экспериментах А. С. Попова и П. Н. Рыбкина по беспроводной связи между фортом «Константин» и Кронштадтом с приёмником, изготовленным в мастерской Е. В. Колбасьева. В мае 1899 года Троицкий и Рыбкин продолжали опыты, но не удавалось установить связь между фортами «Милютин» и «Константин». По совету Троицкого Рыбкин стал проверять исправность приёмника на форте «Милютин» с помощью телефонной трубки и при подключении её к когереру неожиданно услышал сигналы искрового передатчика с форта «Константин». Так был обнаружен «детекторный эффект когерера» — возможность приёма импульсов искрового телеграфа на слух, позволявшая значительно увеличить дальность беспроводной связи. Летом 1899 года Попов использовал схему Рыбкина — Троицкого для оформления патентной заявки и получил патенты в Великобритании, Франции и затем в России на «телефонный приёмник депеш».
В июне 1899 года участвовал в опытах по беспроводной связи на территории Петербургского воздухоплавательного парка. Рыбкин в гондоле воздушного шара поднимался в воздух с телефонным приёмником и принимал на слух сигналы, передаваемые с земли Поповым и Троицким. Осенью 1899 года Троицкий с командой телеграфистов оборудовал телеграфную станцию в Ораниенбауме, дав возможность продолжать опыты между Кронштадтом и Ораниенбаумом.
В начале 1900 года, находясь в Кронштадте, исполнял работы по организации телеграфной связи между Санкт-Петербургом и островом Гогланд для операции по спасению броненосца «Генерал-адмирал Апраксин». На участке этой телеграфной связи протяжённостью около 45 км между островами Гогланд и Кутсало (вблизи Котки) была задействована аппаратура беспроволочного телеграфирования с опытными образцами телефонного приёмника Попова — Дюкрете (описанный выше «телефонный приёмник депеш» для приёма телеграфного сигнала на слух).

Дмитрий Троицкий с супругой Эльзой Карловной

В 1900 году совместно с Поповым и Рыбкиным осуществлял внедрение беспроводной связи в русской армии и проводил опыты в 148-м пехотном Каспийском полку, квартировавшем в Кронштадте .
28 февраля 1901 года в штабе войск Гвардии и Петербургского военного округа Попов сделал сообщение на тему «Телеграфирование без проводов», а Троицкий — краткий доклад об опытах с переносными станциями, созданными под его руководством в 148-м пехотном Каспийском полку, 27 марта того же года Троицкий выступил с докладом в Николаевской академии Генерального штаба, в лейб-гвардии Гренадерском полку и в других частях. Заслуги Троицкого были отмечены Поповым в его докладной записке Главному командиру Кронштадтского порта. Ходатайство Попова было поддержано — капитан Троицкий был перемещён на должность старшего офицера Кронштадтской крепостной минной роты и 1 августа 1901 года произведён в подполковники.
31 августа 1902 года Троицкий был назначен командиром Усть-Двинской крепостной минной роты. В начале русско-японской войны по поручению военного ведомства формировал «искровые роты» — радиотелеграфные подразделения Восточно-Сибирского телеграфного батальона для действий в районе Порт-Артура. Назначенный 9 декабря 1904 года командиром 1-й Восточно-Сибирской отдельной телеграфной роты, весной 1905 года он выехал в действующую армию в Маньчжурию. 15 июля 1907 года произведён в полковники с назначением командиром 1-го Восточно-Сибирского телеграфного батальона. В Маньчжурии тяжело заболел (рак кишечника). Находился на лечении в Берлине, после чего возвратился в Петербург. 11 апреля 1908 года был уволен от службы по домашним обстоятельствам, с мундиром и пенсией. Стал членом Общества квартирохозяев Петербурга, принял долевое участие в строительстве дома № 13 по Кавалергардской улице, в котором с 1910 по 1916 год жил с супругой Эльзой Карловной (в девичестве Зингер).
С первых дней Первой мировой войны был организатором подвижных мастерских для ремонта моторов аэропланов и других двигателей. 8 сентября 1914 года был определён в службу с чином полковника в 10-й железнодорожный батальон и 20 сентября назначен начальником хозяйственной части батальона. 7 мая 1915 года назначен начальником подвижной технической мастерской поезда № 3, 15 августа того же года получил Высочайшее благоволение за отлично-усердную службу и труды, понесённые во время военных действий. В начале 1918 года стал командиром поезда-мастерской, который дислоцировался около г. Луцка, где под его руководством сооружалась Луцкая ветвь Полесской железной дороги. В этот район стали подходить наступавшие германские войска, поезд и его экипаж едва не попал в плен. Троицкий сумел вырваться из окружения, вывел поезд с фронта.
В одном из последних писем, за несколько дней до кончины, Д. С. Троицкий писал: «Наш подвижной поезд-завод успел за несколько дней благополучно избежать захвата немцами. Сначала мы пробились в Москву и оттуда добрались до Омска. Здесь мы растём в большой механическо-литейный завод, заняли казармы 27-го Сибирского полка. Я завод передал Коллегии и сам остался служить на этом своём родном заводе… Это даст мне возможность не колоть лёд и не рубить дрова в то время, когда не так легко гнётся спина. Кругом свои — это хорошо. Нехорошо то, что всё дорого, кроме счастья, радости…».
Умер Дмитрий Семёнович Троицкий 5 июля 1918 года, похоронен в Омске.

## Награды
- Орден Святого Станислава 3-й степени (1889)[22]
- Орден Святой Анны 3-й степени (1893)[22]
- Орден Святого Станислава 2-й степени (1897)[4];
- Орден Святой Анны 2-й степени (1905)[4];
- Орден Святого Владимира 4-й степени (1905; утверждено ВП 23 марта 1906)[4];

## Память
В Кронштадте на улице Коммунистической (д.3а литА) установлена мемориальная доска сотрудникам Минного офицерского класса с надписью «В бывшем минном офицерском классе работали: генерал-майор Тверитинов Евгений Павлович (1850—1920) — преподаватель, почётный инженер-электрик; сподвижники изобретателя радио А. С. Попова Рыбкин Пётр Николаевич (1865—1948) — заведующий физическим кабинетом; полковник Троицкий Дмитрий Семёнович (1857—1918) — начальник крепостного телеграфа».